# Campeonato Pernambucano 2016
In 2016 werd het 102de Campeonato Pernambucano gespeeld voor voetbalclubs uit de Braziliaanse staat Pernambuco. De competitie werd georganiseerd door de FPF en werd gespeeld van 10 januari tot 8 mei. Omdat Santa Cruz, Sport, Náutico en Salgueiro deelnamen aan de Copa do Nordeste 2016, speelden zij de eerste fase niet. Santa Cruz werd kampioen.  

## Eerste fase

### Groep A
| Plaats | Club                  | Wed. | W | G | V | Saldo | Ptn. |
| ------ | --------------------- | ---- | - | - | - | ----- | ---- |
| 1.     | Central               | 6    | 4 | 1 | 1 | 8:3   | 13   |
| 2.     | Atlético Pernambucano | 6    | 2 | 3 | 1 | 4:3   | 9    |
| 3.     | Porto                 | 6    | 2 | 2 | 2 | 5:6   | 8    |
| 4.     | Belo Jardim           | 6    | 0 | 2 | 4 | 3:8   | 2    |

|  | Gekwalificeerd voor kampioenengroep tweede fase |

### Groep B
| Plaats | Club              | Wed. | W | G | V | Saldo | Ptn. |
| ------ | ----------------- | ---- | - | - | - | ----- | ---- |
| 1.     | América do Recife | 6    | 3 | 3 | 0 | 8:5   | 12   |
| 2.     | Serra Talhada     | 6    | 2 | 3 | 1 | 6:5   | 9    |
| 3.     | Vitória           | 6    | 1 | 2 | 3 | 6:7   | 5    |
| 4.     | Pesqueira         | 6    | 1 | 2 | 3 | 4:7   | 5    |

|  | Gekwalificeerd voor kampioenengroep tweede fase |

## Tweede fase

### Kampioenengroep
| Plaats | Club              | Wed. | W | G | V | Saldo | Ptn. |
| ------ | ----------------- | ---- | - | - | - | ----- | ---- |
| 1.     | Náutico           | 10   | 7 | 2 | 1 | 18:4  | 23   |
| 2.     | Salgueiro         | 10   | 6 | 2 | 2 | 13:5  | 20   |
| 3.     | Sport do Recife   | 10   | 5 | 2 | 3 | 16:7  | 17   |
| 4.     | Santa Cruz        | 10   | 2 | 5 | 3 | 9:12  | 11   |
| 5.     | América do Recife | 10   | 2 | 1 | 7 | 7:23  | 7    |
| 6.     | Central           | 10   | 1 | 2 | 7 | 4:16  | 5    |

|  | Gekwalificeerd voor derde fase |

### Degradatiegroep
| Plaats | Club                  | Wed. | W | G | V | Saldo | Ptn. |
| ------ | --------------------- | ---- | - | - | - | ----- | ---- |
| 1.     | Atlético Pernambucano | 10   | 6 | 2 | 2 | 15:10 | 20   |
| 2.     | Serra Talhada         | 10   | 4 | 3 | 3 | 13:11 | 15   |
| 3.     | Belo Jardim           | 10   | 3 | 3 | 4 | 10:9  | 12   |
| 4.     | Vitória               | 10   | 2 | 6 | 2 | 11:13 | 12   |
| 5.     | Porto                 | 10   | 2 | 5 | 3 | 6:8   | 11   |
| 6.     | Pesqueira             | 10   | 1 | 5 | 4 | 7:11  | 8    |

|  | Degradatie |

## Derde fase
|  | Halve finale | Halve finale | Halve finale |   |            | Finale | Finale | Finale |
|  |              |              |              |   |            |        |        |        |
|  | Náutico      | 1            | 1            |   |            |        |        |        |
|  | Santa Cruz   | 3            | 2            |   |            |        |        |        |
|  | Santa Cruz   | 3            | 2            |   | Santa Cruz | 1      | 0      |        |
|  |              |              |              |   | Santa Cruz | 1      | 0      |        |
|  |              | Sport        | 0            | 0 |            |        |        |        |
|  | Salguiero    | Sport        | 0            | 0 | 0          | 1 (4)  |        |        |
|  | Salguiero    |              |              |   | 0          | 1 (4)  |        |        |
|  | Sport        | 1            | 0 (5)        |   |            |        |        |        |

Details finale
|            |            |       |                 |                                                     |
| 4 mei Heen | Santa Cruz | 1 – 0 | Sport do Recife | Estádio Ilha do Retiro, Recife Toeschouwers: 30.163 |
| 4 mei Heen | Lelê 30'   |       |                 | Estádio Ilha do Retiro, Recife Toeschouwers: 30.163 |

| Santa Cruz | Sport |

|             |                 |       |            |                                                     |
| 8 mei Terug | Sport do Recife | 0 – 0 | Santa Cruz | Estádio Ilha do Retiro, Recife Toeschouwers: 27.493 |
| 8 mei Terug |                 |       |            | Estádio Ilha do Retiro, Recife Toeschouwers: 27.493 |

| Sport | Santa Cruz |

### Wedstrijd voor de derde plaats
| Team #1 | Tot.  | Team #2   | 1ste wed | 2de wed |
| ------- | ----- | --------- | -------- | ------- |
| Náutico | 4 - 0 | Salguiero | 1 - 0    | 3 - 0   |

## Kampioen
| Campeonato Pernambucano de 2016 |
| Pernambuco                      |
| ------------------------------- |
| SANTA CRUZ Kampioen (29° titel) |